# Уткин, Порфирий Федулович
У́ткин Порфи́рий Феду́лович (в некоторых источниках — Порфирий Яковлевич; 1892—1919)  — русский рабочий, большевик, участник Октябрьского вооружённого восстания 1917 года в Москве и Гражданской войны в России.

## Биография
Порфирий Уткин работал слесарем в депо Москва-Сортировочная Московско-Казанской железной дороги. С 1917 года член Коммунистической партии. Во время Октябрьского вооружённого восстания возглавлял отряд Красной гвардии депо. 29 октября его отряд захватил эшелон с оружием (40 тысяч винтовок) на станции Сокольники-товарная. Порфирий Уткин участвовал в Гражданской войне. Погиб в 1919 году в бою на южном фронте.

## Память
В 1967 году к 50-летию Октябрьской революции в его честь была названа улица Уткина в Москве (бывшая часть Окружного проезда).